# 斯瓦蒂瀑布
斯瓦蒂瀑布（意为“黑色瀑布”）位于冰岛东南部瓦特纳冰川国家公园斯卡夫塔费德区内，瀑布水流从柱状玄武岩上倾泻下来，落差约12米左右。深色的玄武岩与白色的水流形成较强烈的视觉对比。为一处著名的旅游景点。